# Pedro Armillas
Pedro Armillas García (San Sebastián, 9 settembre 1914 – 11 aprile 1984) è stato un antropologo e archeologo spagnolo di origine basca, importante mesoamericanista delle civiltà precolombiane.
Come archeologo è conosciuto sia per i suoi lavori sul campo e per gli scavi effettuati in numerosi siti del Messico centrale e settentrionale, che per i suoi contributi alla teoria archeologica. I suoi studi di come l'agricoltura mesoamericana e le tecniche di produzione abbiano influenzato lo sviluppo delle culture mesoamericane furono pionieristici, ed egli fu uno dei primi a studiare i sistemi idraulici di irrigazione precolombiani.

## Biografia
Armillas nacque il 9 settembre 1914 a San Sebastián, in Spagna. Nel 1932 ricevette la laurea dall'Instituto Balmes di Barcellona. Con lo scoppio della Guerra civile spagnola si unì ai combattimenti, prima di fuggire dalla Spagna rifugiandosi in Messico, con sua moglie la pittrice Angeles Gil Sala, che aveva sposato nel 1937. 
In Messico fu un geometra e si legò ai popoli di lingua tzeltal. In seguito Armillas insegnò presso l'istituto antropologico di Città del Messico.
Negli anni quaranta Armillas condusse numerosi scavi presso il sito principale di Teotihuacan, nella valle del Messico, dopo i primi esami effettuati da George Vaillant, Eduardo Noguera e Sigvald Linné.
A partire dagli anni sessanta insegnò presso varie università degli Stati Uniti, compresa la University of Chicago.

## Opere su Teotihuacan
- 1944. Sobre la cronología de Teotihuacán. En: El Norte de México y el Sur ele los Estados Unidos, pp. 301-04. Sociedad Mexicana de Antropología. México.

- 1944. Explumaciones recientes en Teotihuacán. Cuadernos Americanos, número 4: 121-36. Mexteo.